# Olimpijske igre
Olimpijske igre (OI) ali olimpijada so športno tekmovanje, ki je organizirano na štiri leta. Prvotno so jih organizirali v antični Grčiji, konec 19. stoletja pa je zamisel oživil francoski baron Pierre de Coubertin. Igre olimpijade, bolj znane kot poletne olimpijske igre od leta 1896 dalje z izjemo obdobja med prvo in drugo svetovno vojno, prirejajo vsaka štiri leta. Posebne igre za zimske športe, zimske olimpijske igre, prirejajo od leta 1924 dalje. Od leta 1994 dalje te igre niso več v istem letu kot igre olimpijade.

## Antične olimpijske igre
Dokument o začetkih antičnih olimpijskih iger se ni ohranil, obstajajo pa številne legende o njihovem začetku. Po eni od njih naj bi bile prve igre povezane z antičnim grškim pojmom ἐκεχειρία (ekeicheiria) ali olimpijskim premirjem. Prve zabeležene igre so se odvijale v Olimpiji leta 776 pr. n. št.., vendar pa so s precejšnjo gotovostjo igre prirejali tudi pred tem. Igre so bile krajevnega značaja, edina disciplina, v kateri so se tekmovalci pomerili, pa je bil tek na stadionu. Pozneje so igre počasi prerasle v vsegrški dogodek. Svoj največji razcvet so doživele v šestem in petem stoletju pred našim štetjem. Olimpijada je bila verskega pomena, pri čemer so se atletska tekmovanja prepletala z žrtvovanji in obredi v čast Zevsa, katerega mogočni kip je stal v olimpijskem svetišču, ter Pelopsa, božanskega junaka in mitičnega kralja Olimpije, slavnega po svoji legendarni dirki z bojnimi vozovi, v čigar čast so igre prirejali. Število športnih disciplin je naraslo na dvajset, slavje pa se je raztegnilo na več dni. Zmagovalci so bili deležni velikih časti, slavili so jih v pesmih in kipih. Igre so prirejali vsaka štiri leta, obdobje med dvema igrama pa je bilo znano kot »olimpijada«. Olimpijade so tako služile kot eden od načinov štetja časa.
Z rimsko nadvlado nad Grčijo so igre sčasoma izgubile svoj pomen. Ko je krščanstvo postalo uradna vera v rimskem cesarstvu, so na olimpijske igre začeli gledati kot na »poganski« obred, ki je ogrožal prevlado krščanstva, in leta 393 jih je rimski cesar Teodozij prepovedal, s čimer je zaključil tisočletje antičnih olimpijskih iger.

## Oživitev olimpijskih iger
Z odlokom cesarja Teodozija leta 393 olimpijske igre niso dokončno zamrle. Že v 17. stoletju je v Angliji potekal športni festival, imenovan po olimpijskih igrah. V stoletjih, ki so sledila, je bilo v Franciji in Grčiji organiziranih še več podobnih dogodkov, vsem pa je bilo skupno, da so bili krajevnega, ne pa mednarodnega značaja. Zanimanje za oživitev olimpijskih iger je naraslo, ko so nemški arheologi sredi 19. stoletja odkrili ruševine antične Olimpije.
Nekako v istem času je francoski baron Pierre de Coubertin razmišljal o vzrokih za francoski poraz v francosko-pruski vojni (1870–1871), in prišel do sklepa, da je treba izboljšati telesno pripravljenost francoskih vojakov. Coubertin si je igre zamislil kot način zbliževanja narodov, na katerem bi se mladeniči in mladenke pomerili v športnih disciplinah, namesto da se spopadajo v vojni. Oživitev olimpijskih iger je po njegovem izpolnjevala oba zastavljena cilja.
Na kongresu, organiziranem med 16. in 23. junijem 1894 na pariški univerzi Sorbona, je svoje zamisli predstavil mednarodni javnosti. Zadnji dan kongresa je bilo sklenjeno, da se prve olimpijske igre moderne dobe organizirajo leta 1896 v Atenah, v domovini antičnih olimpijskih iger. Ustanovili so tudi Mednarodni olimpijski komite, na čelo katerega je bil izvoljen Grk Demetrius Vikelas, in mu poverili organizacijo iger.
Prve olimpijske igre moderne dobe so doživele uspeh. Čeprav je tekmovalo vsega 250 tekmovalcev, je bil to tedaj vendarle največji mednarodni športni dogodek vseh časov. Grška javnost in oblast so bili navdušeni, in so predlagali, da bi igre organizirali v Atenah vsaka štiri leta. Mednarodni olimpijski komite se je odločil drugače, in druge olimpijske igre so bile organizirane v Parizu v Franciji.

## Olimpijske igre moderne dobe
Po začetnem uspehu so olimpijske igre doživele obdobje stagnacije. Igre v Parizu (1900) in St. Louisu (1904) sta zasenčili svetovni razstavi, v okviru katerih so bile vključene igre. Leta 1906 so ob desetletnici modernih olimpijskih iger so v Atenah organizirali interkalarne igre, tako imenovane zaradi tega, ker so vskočile med dvoje rednih terminov. Čeprav jih je organiziral Mednarodni olimpijski komite, jih ta danes ne priznava kot olimpijske igre. Kakorkoli že, so igre leta 1906 pritegnile široko mednarodno zasedbo — za razliko od olimpijskih iger v St. Louisu, kjer je bilo 80 % tekmovalcev Američanov. S tem se je začel vzpon priljubljenosti in obsega iger.
1. Olimpijske igre Atene 1896 42
2. Olimpijske igre Pariz 1900 68
3. Olimpijske igre Saint Louis 1904 90
4. Olimpijske igre London 1908 102
5. Olimpijske igre Stockholm 1912
6. Olimpijske igre Berlin 1916 - odpadle zaradi prve svetovne vojne
7. Olimpijske igre Antwerpen 1920
8. Olimpijske igre Pariz 1924
9. Olimpijske igre Amsterdam 1928
10. Olimpijske igre Los Angeles 1932
11. Olimpijske igre Berlin 1936
12. Olimpijske igre Helsinki 1940 - odpadle zaradi druge svetovne vojne
13. Olimpijske igre London 1944 - odpadle zaradi druge svetovne vojne
14. Olimpijske igre London 1948
15. Olimpijske igre Helsinki 1952
16. Olimpijske igre Melbourne 1956
17. Olimpijske igre Rim 1960
18. Olimpijske igre Tokio 1964
19. Olimpijske igre Ciudad de Mexico 1968
20. Olimpijske igre München 1972
21. Olimpijske igre Montreal 1976
22. Olimpijske igre Moskva 1980
23. Olimpijske igre Los Angeles 1984
24. Olimpijske igre Seul 1988
25. Olimpijske igre Barcelona 1992
26. Olimpijske igre Atlanta 1996
27. Olimpijske igre Sydney 2000
28. Olimpijske igre Atene 2004
29. Olimpijske igre Peking 2008
30. Olimpijske igre London 2012
31. Olimpijske igre Rio de Janeiro 2016
32. Olimpijske igre Tokio 2020 (zaradi epidemije izvedene leta 2021)
33. Olimpijske igre Pariz 2024
34. Olimpijske igre Los Angeles 2028
35. Olimpijske igre Brisbane 2032

### Zimske olimpijske igre
Ko je bil ustanovljen MOK, je bila ena od predlaganih športnih disciplin tudi drsanje. Kljub temu jih na spored olimpijskih iger vse do iger v Londonu (1908), kjer so izvedli tekmovanje v štirih disciplinah umetnostnega drsanja, niso uvrščali. Predlog o ločenih zimskih igrah so zavrnili predstavniki skandinavskih držav, ki so favorizirali svoje Nordijske igre. Kljub temu so zimski športi ostali na sporedu odpovedanih iger leta 1916, kot tudi na igrah leta 1920 v Antwerpnu.
Konec januarja 1924 so v Chamonixu, Francija, organizirali Semaine des Sports d'Hiver (teden zimskih športov). Dogodek je bil organiziran pod pokroviteljstvom MOK in se je navezoval na olimpijske igre, ki so od maja do julija istega leta potekale v Parizu. Dogodek je bil ocenjen kot zelo uspešen, in leta 1925 je MOK sklenil ustanoviti ločeno od poletnih olimpijskih iger posebne zimske olimpijske igre. Tekmovanja leta 1924 so na sestanku MOK leta 1926 retroaktivno priznali kot prve zimske olimpijske igre. Olimpijski pravilnik zahteva, da se morajo vse športne discipline na zimskih olimpijskih igrah odvijati bodisi na snegu, bodisi na ledu.
Do leta 1992 so poletne in zimske olimpijske igre sovpadle na isto leto, leta 1986 pa se je MOK odločil, da jih loči, s čimer naj bi enakomerneje porazdelili stroške med vse prizadete. Zaradi te odločitve so bile organizirane zimske olimpijske igre leta 1994 le dve leti po prejšnjih.

#### Seznam zimskih olimpijskih iger
| Leto | Mesto                       | Država       | Datum                     | Št.narodov | Športnikov | Disciplin |
| ---- | --------------------------- | ------------ | ------------------------- | ---------- | ---------- | --------- |
| 1924 | Chamonix                    | Francija     | 25. januar - 5. februar   | 16         | 292        | 10        |
| 1928 | St. Moritz                  | Švica        | 11. februar - 19. februar | 25         | 464        | 11        |
| 1932 | Lake Placid                 | ZDA          | 4. februar - 15. februar  | 17         | 252        | 11        |
| 1936 | Garmisch-Partenkirchen      | Tretji rajh  | 6. februar -16. februar   | 28         | 668        | 14        |
| 1948 | St. Moritz                  | Švica        | 30. januar - 8. februar   | 28         | 669        | 15        |
| 1952 | Oslo                        | Norveška     | 4. februar - 25. februar  | 30         | 694        | 16        |
| 1956 | Cortina d'Ampezzo           | Italija      | 26. januar - 5. februar   | 32         | 820        | 18        |
| 1960 | Squaw Valley                | ZDA          | 18. februar-28. februar   | 30         | 665        | 21        |
| 1964 | Innsbruck                   | Avstrija     | 29. januar-9. februar     | 36         | 1091       | 25        |
| 1968 | Grenoble                    | Francija     | 6. februar-18. februar    | 37         | 1158       | 26        |
| 1972 | Saporo                      | Japonska     | 3. februar-13. februar    | 35         | 1006       | 26        |
| 1976 | Innsbruck                   | Avstrija     | 4. februar-15. februar    | 37         | 1123       | 27        |
| 1980 | Lake Placid                 | ZDA          | 13. februar-24. februar   | 37         | 1072       | 28        |
| 1984 | Sarajevo                    | SFRJ         | 8. februar-19. februar    | 49         | 1274       | 29        |
| 1988 | Calgary                     | Kanada       | 13. februar-28. februar   | 57         | 1423       | 32        |
| 1992 | Albertville                 | Francija     | 8. februar-23. februar    | 64         | 1801       | 38        |
| 1994 | Lillehammer                 | Norveška     | 12. februar-27. februar   | 67         | 1739       | 38        |
| 1998 | Nagano                      | Japonska     | 7. februar-22. februar    | 72         | 2302       | 68        |
| 2002 | Salt Lake City              | ZDA          | 8. februar-24. februar    | 77         | 2399       | 78        |
| 2006 | Torino                      | Italija      | 10. februar-26. februar   | 80         | 2663       | 84        |
| 2010 | Vancouver                   | Kanada       | 12. februar-28. februar   | 82         | 2566       | 86        |
| 2014 | Soči                        | Rusija       | 7. februar-23. februar    | 88         | 2873       | 98        |
| 2018 | Pjongčang                   | Južna Koreja | 8. februar - 25. februar  | 93         | 2896       | 102       |
| 2022 | Peking                      | Kitajska     | 4. februar-20. februar    |            |            |           |
| 2026 | Milano in Cortina d'Ampezzo | Italija      |                           |            |            |           |

## Olimpijski simboli
Leta 1913 je Pierre de Coubertin ustvaril olimpijski znak, osnovno moč olimpijskega gibanja, med seboj povezane olimpijske kroge, ki predstavljajo zvezo petih celin in srečanje športnikov vsega sveta na olimpijskih igrah. Povezanost pomeni sožitje, medsebojno spoštovanje in prijateljstvo narodov petih celin planeta Zemlje. Barve petih krogov so točno določene in pomenijo v zgornji vrsti (od leve proti desni): modra Evropo, črna Afriko, rdeča Ameriko, v spodnji vrsti pa (od leve proti desni) rumena Azijo in zelena Avstralijo z Oceanijo.
Olimpijski simboli so tudi olimpijska zastava, olimpijski ogenj, olimpijska prisega in olimpijski piktogrami. Zastava je bele barve, pomeni mir in vsebuje olimpijski znak. Skiciral in predložil v sprejem jo je Pierre de Coubertin, prvič pa so jo izobesili na olimpijskih igrah v Antwerpnu leta 1920. Olimpijski ogenj se tradicionalno prižge nekaj mesecev pred začetkom olimpijskih iger v Olimpiji v Grčiji in se v štafeti prenese na osrednje prizorišče, kjer gori ves čas trajanja dogodka. Pred prižigom ognja tekmovalec, sodnik ali trener države gostiteljice izreče olimpijsko prisego, s katero se športniki in organizatorji zavežejo k spoštovanju pravil poštenega tekmovanja. Olimpijski piktogrami se uporabljajo za ponazoritev različnih športov od olimpijskih iger v Tokiu leta 1964 naprej.

## Olimpijski športi
Program olimpijskih iger trenutno vsebuje 35 različnih športov, 53 disciplin in več kot 400 športnih prireditev.

## Olimpijski šampioni
- Slovenski olimpijski šampioni
- Prejemniki olimpijskih medalj v atletiki
- Prejemnice olimpijskih medalj v atletiki

## Slovenci in olimpijske igre
- Slovenski olimpijski šampioni
- Uvrstitve slovenskih olimpijcev

## Druge olimpijade
- paraolimpijske igre
- specialna olimpijada
- šahovska olimpijada
- mednarodna olimpijada v informatiki
- mednarodna matematična olimpijada
- mednarodna fizikalna olimpijada
- mednarodna kemijska olimpijada
- mednarodna biološka olimpijada
- mednarodna lingvistična olimpijada
- Mednarodna olimpijada iz astronomije in astrofizike
- mednarodna olimpijada iz znanja angleškega jezika
- mednarodna olimpijada iz nemščine